# 恰加里
49°6′13″N 25°58′34″E / 49.10361°N 25.97611°E
恰加里（烏克蘭語：Чагарі），是烏克蘭的村落，位於該國西部捷爾諾波爾州，由喬爾特基夫區負責管轄，處於尼奇拉瓦河畔，距離科秋賓齊2公里，始建於1802年，面積1.54平方公里，2001年人口276。